# 道徳的感情
道徳的感情（どうとくてきかんじょう、英: Moral emotions）とは、道徳的判断や決定の形成と伝達、および自身や他者の道徳的行動に対する行動的反応の動機付けに関与する社会的感情の一種である。ジョナサン・ハイトによると、道徳的感情は「社会全体、あるいは少なくとも判断者や行為者以外の人々の利益や福祉に関連している」と定義される。人は常に明確な言葉で表現できるわけではないが、同時にそれが真実であることを知っている。
道徳的感情には嫌悪、羞恥、誇り、怒り、罪悪感、思いやり、感謝が含まれ、善を行い悪を避けるための力とエネルギーを人々に与えることを助ける。道徳的感情は人の良心に結びついており、これらの感情は良心を形成し、善悪、正邪、美徳と邪悪の違いを学ぶことを促進する。
道徳的感情に関しては、近年多くの変化があった。道徳的感情の大部分は社会の解釈に基づいている。これらの感情の多くが道徳の絶対的真理に基づいているのは事実だが、これは道徳的感情の一部に過ぎない。道徳的感情が含むものの全体像には、人々が教える物語に基づく感情も含まれる。これらの多くは、「道徳的意思決定」として正式に知られるプロセスを通じて、人々に人生の選択をさせることにつながる。これは、ほとんどの人が気付くことさえないまま、毎日人々に影響を与えていることである。

## 背景
プラトンとアリストテレスにまで遡る道徳性の研究のほとんどは、道徳的推論に焦点を当ててきた。アダム・スミスの『道徳感情論』で取り上げられた道徳性の感情的側面は、より高次の合理的な道徳的推論に従属するものとして軽蔑されてきた。イマヌエル・カント、ジャン・ピアジェ、ローレンス・コールバーグのような学者たちは、道徳的推論を道徳の重要な最前線として称揚した。しかし、過去30-40年間に、新しい研究の最前線が台頭してきた：道徳的行動の基礎としての道徳的感情である。この発展は共感と罪悪感に焦点を当てることから始まったが、その後怒り、羞恥心、嫌悪、Awe体験、高揚感などの感情に関する新しい感情研究へと発展した。新しい研究により、理論家たちは道徳的感情が道徳性を決定する上でより大きな役割を持っているのではないか、道徳的推論を上回る役割さえあるのではないかと疑問を投げかけ始めた。

## 定義
哲学者たちによって道徳的感情を定義するために一般的に2つのアプローチが取られてきた。第一のアプローチは、「道徳的言明を成り立たせる形式的条件（例えば、それが規範的であること、普遍的であること、便宜性など）を特定すること」である。この第一のアプローチは、言語と道徳的感情に与えられた定義により密接に結びついている。第二のアプローチは「道徳的問題の物質的条件を特定すること、例えば、道徳的規則や判断は『社会全体、あるいは少なくとも判断者や行為者以外の人々の利益や福祉に関わらなければならない』というものである」。この定義はより行動に基づいているように見える。それは道徳的感情の結果に焦点を当てる。第二の定義がより好ましいのは、言語に縛られないため、言語獲得前の子供や動物にも適用できるためである。道徳的感情は「社会全体、あるいは少なくとも判断者や行為者以外の人々の利益や福祉に結びついた感情」である(pp853)。

## 道徳的感情の種類
道徳的感情は、他のあらゆる感情と同様に、肯定的と否定的のカテゴリーに分類される。しかし道徳的感情の場合、否定的な感情には2種類ある：内向きの否定的感情（人々に倫理的に行動するよう動機づける）と外向きの否定的感情（規律を与えたり罰したりすることを目的とする）。肯定的および否定的カテゴリーの中には、特定の感情がある。肯定的な道徳的感情の例としては、感謝、高揚感、有益な成功に対する誇りがある。否定的な道徳的感情の例としては、恥、罪悪感、恥ずかしさがある。
基本的な感情の集合が存在するのか、それとも「非常に多くの可能な感情を生み出すことができる、混ぜ合わせることのできる要素やスクリプトの集合」が存在するのかについては議論がある。基本的な集合を主張する人々でさえ、各感情にはバリエーションがあることを認めている（心理学者のポール・エクマンはこれらのバリエーションを「ファミリー」と呼ぶ）。ジョナサン・ハイトによると：
ハイトは、道徳的主体の感情性が高いほど、その主体は道徳的に行動する可能性が高いと示唆する。彼は「無関心な誘発因子」という用語を使用して、私たちの個人的な福祉とは何の関係もない感情を私たちに引き起こす出来事や状況を表現する。これらの誘発因子が、彼が「向社会的行動傾向」（社会に利益をもたらす行動）と呼ぶものへの参加を引き起こす。ハイトは道徳的感情を「感情の家族」として説明し、各家族には完全に同じではないが類似した感情が含まれる。これらの道徳的感情は、しばしば向社会的行動傾向につながる誘発的出来事によって引き起こされる。各個人の向社会的行動の可能性は、その人の感情性の程度によって決定される。
道徳性とそれに伴う感情は、基礎となる二次元構造に分類されてきた。第一の次元は価値であり、これは助け/害の枠組みである。第二の次元は道徳的タイプであり、これは行為者/被行為者の枠組みである。これらの要素は、助けるか害を与えるかという道徳的出来事と、関与する行為者または被行為者という例示に対応する。各象限は、道徳的出来事が関与する例示に基づいて、異なる道徳的感情を持ちうることを示している。行為者/助けの象限では、英雄によってインスピレーションと高揚感といった道徳的感情が引き起こされる。被行為者/助けの象限では、受益者によって安堵と幸福の感情が引き起こされる。行為者/害の象限では、悪人によって怒りと嫌悪といった感情が引き起こされる。そして被行為者/害の部分では、被害者によって同情と悲しみの感情が引き起こされる。この構造は、道徳的感情が例示の道徳性と行為の道徳性との関係によってどのように形作られるかを説明している。

## 道徳的感情と行動
共感もまた利他主義において大きな役割を果たす。共感-利他主義仮説は、他者への共感の感情がその人を助けるための利他的動機につながると述べている。対照的に、困っている人を助けるための利己的な動機もあるかもしれない。これはハル流の緊張低減モデルで、困っている他者によって引き起こされる個人的苦痛が、自身の不快感を軽減するために人々を援助へと導くというものである。苦痛から生まれる利他主義に関する文献では、困難な時期を経験し、このトラウマから成長した個人は、困っている他者を見ることに共感し、他者を保護したり世話をしたりすることで利他的に反応すると述べている。気候変動の文脈では、個人が自身の社会や環境に対して利他的に行動するためには、感情的経験を処理する能力と内省的機能を高める必要があることが認識されている。
バトソン、クライン、ハイバーガー、ショーは、共感によって引き起こされる利他主義を通じて人々を操作し、ある個人を他の個人よりも偏重する決定を下させる実験を行った。最初の実験では、各グループの参加者が誰かを選んで肯定的または否定的な課題を経験させた。これらのグループには、非コミュニケーション、コミュニケーション/低共感、コミュニケーション/高共感が含まれていた。これらの基準に基づいて決定を下すように求められた結果、感情的に操作されることに成功したコミュニケーション/高共感グループは、他のグループよりも実験において偏重を示した。操作に成功した個人は、その瞬間に偏重を示すように強く感じたにもかかわらず、正義の観点から道徳性に従うのではなく、共感に基づく感情に従ったため、より「非道徳的な」決定を下したと感じたと報告した。
バトソン、クライン、ハイバーガー、ショーは、共感によって引き起こされる利他主義が正義の原則に違反する行動につながる可能性があることを提案し、2つの実験を行った。2番目の実験は1番目と同様に、低共感グループと高共感グループを使用して行われた。参加者は、病気であると思われる子供の状態と、その生活について感情的に語るインタビューを聞いた後、その子供を「即時援助」グループに移すか、待機リストに残すかの決定に直面した。高共感グループの参加者は、低共感グループの参加者よりも、子供をリストの上位に移して早期に治療を受けさせる可能性が高かった。これらの参加者に、より道徳的な選択は何だったかと尋ねられたとき、他の子供たちを犠牲にしてこの子供をリストの前に移動させないことがより道徳的な選択だったであろうことに同意した。このケースでは、共感によって引き起こされる利他主義が道徳性と相反する場合、しばしば共感によって引き起こされる利他主義が道徳性に勝る可能性があることが明らかである。
最近、神経科学者のジーン・ディセティは、進化理論、発達心理学、社会神経科学、サイコパシーにおける実証研究に基づいて、共感と道徳性は系統的に対立するものでも、必然的に補完的なものでもないと主張した。
エモンズ（2009）は、感謝を他者の善意に対して肯定的に反応する自然な感情的反応および普遍的な傾向として定義している。感謝は動機付けとなり、エモンズが「上流への互恵性」と表現するものにつながる。これは、恩恵を受けた相手に恩恵を返すのではなく、第三者に恩恵を受け渡すことである。
SNS行動の文脈において、ブレイディ、ウィルズ、ジョスト、タッカー、ヴァン・バベル（2017）の研究は、道徳的感情の表現が、SNSプラットフォームにおける道徳的・政治的理想の普及を増幅させることを示している。銃規制、同性婚、気候変動などの分極化する問題に関する大規模なツイッターのコミュニケーションを分析した結果、メッセージ中の道徳的・感情的な言語の存在は、純粋に道徳的な言語や純粋に感情的な言語と比較して、1単語あたり約20%の伝播を増加させることが示された。